# Dwight Yorke
Dwight Eversley Yorke (Canaan, St. Patrick, 3 de noviembre de 1971) es un exfutbolista y entrenador trinitense que jugó como delantero. Actualmente dirige a la selección de Trinidad y Tobago.
A lo largo de su carrera en clubes, jugó en Aston Villa, Manchester United, Blackburn Rovers, Birmingham City, Sydney FC y Sunderland, principalmente como delantero, entre 1998 y 2009. A nivel internacional, Yorke representó a Trinidad y Tobago en 74 ocasiones entre 1989 y 2009, anotando 19 goles. Ayudó a su país a llegar a las semifinales de la Copa Oro 2000 y luego a clasificarse para la Copa Mundial de la FIFA por primera vez en su historia, representando a su país en el torneo de 2006.

## Carrera como jugador

### Aston Villa
Yorke fue descubierto por primera vez por Graham Taylor, el gerente del Aston Villa, en una gira por las Indias Occidentales en 1989. Yorke apareció en un equipo que jugó un partido amistoso contra el Aston, Taylor quedó impresionado y ofreció un contrato a Yorke en el Villa. Gracias a su trabajo en el equipo, Yorke se dio a conocer por su calidad futbolista, siendo uno de los grandes delanteros de la Premier League en los años noventa. Durante sus nueve temporadas en el club logró ganar 2 Copas de la Liga en 1994 y 1996. Tras su salida del equipo ficha por el United.

### Manchester United
A cambio de 12,6 millones de libras esterlinas, el 20 de agosto de 1998 firmó contrato con el Manchester United, donde participó durante cuatro temporadas, hasta el 26 de julio de 2002. En su primera temporada con el club anotó un total de 18 goles en la liga local, siendo el máximo anotador de esta, junto a Michael Owen y Jimmy Floyd Hasselbaink; recibiendo la distinción de «Bota de Oro de la Premier League». Es así como en la temporada 1998-99 su equipo se tituló campeón de la liga inglesa, de la FA Cup y de la Liga de Campeones de Europa, siendo Yorke un activo participante. En total, convirtió 29 goles en todas las competencias que disputó, de los cuales 8 fueron anotados en torneos internacionales.
Por las siguientes dos temporadas, su club se coronó campeón de la Premier League. En la primera de ellas, su equipo se alzó también con la Copa Intercontinental. Por su parte, Yorke marcó 23 goles en la primera de éstas temporadas, de los cuales 20 fueron hechos en la liga local, siendo el tercer mayor goleador, y el máximo goleador extranjero en esta durante ese año. Sin embargo, en las temporadas 2000-01 y 2001-02 declinó gradualmente su rendimiento y terminó concretando sólo 12 goles en ambas.

### Blackburn Rovers
Yorke pasó dos años en el Blackburn Rovers, donde se reincorporó a su antiguo compañero de ataque del United, Andy Cole, logró 13 goles en su primer año en el Blackburn ayudándolo a terminar sexto y clasificarse para la Copa de la UEFA, la siguiente temporada entró y salió el equipo y se peleó con el mánager Graeme Souness. Se rumoreaba que Souness lo acusó de no haber intentado lo suficiente, y durante un partido de seis por pareja, la pareja una vez intercambió algunos tackles duros. Posteriormente se unió a Birmingham City en 2004 en una transferencia gratuita.

### Birmingham City
El 31 de agosto de 2050, fecha límite para la transferencia, Yorke fue fichado por el Birmingham City con un contrato de un año con la opción de un segundo por una "tarifa sustancial pero no revelada".Sin embargo, cayó en desgracia en el club inglés y fue liberado de mutuo acuerdo en abril de 2005.

### Sydney FC
Luego de su salida de Inglaterra, Yorke firmó inmediatamente por el Sydney FC,anotó 7 goles en liga, y tres de ellos fueron de penal. El entrenador Pierre Littbarski movió a Yorke a un papel de mediocampista y le otorgó la capitanía del equipo. Se coronó campeón de la A-League 2005-06, siendo este su mayor éxito en el equipo.

### Sunderland
En agosto de 2006, retornó a Inglaterra para jugar en el Sunderland.Aunque declaró en diversas ocasiones que le gustaría volver a Australia, (preferiblemente al Sydney FC), esto nunca ocurrió.Tras la partida de Roy Keane en diciembre de 2008, fue nombrado junto a Neil Bailey asistente técnico de Ricky Sbragia.No obstante, fue liberado al final de la temporada 2008-09.

## Selección nacional
Jugó en la selección de Trinidad y Tobago un total de 72 partidos, marcando 19 goles. De éstos, 13 fueron anotados en 54 partidos correspondientes a competiciones oficiales de la FIFA. Sus dos primeros goles los marcó en la victoria 2–1 frente a la selección de Granada en la final de la Copa del Caribe de 1989, logrando el primer título para su país en un campeonato de fútbol. Luego de esto y hasta 1999 anotó sólo 2 goles en 18 partidos. En el año 2000 tuvo su mejor temporada en cuanto a goles anotados con su selección: 8 goles en 9 encuentros.
De los 72 encuentros que disputó por su país obtuvo: 29 victorias, 14 empates y 29 derrotas. Entre los partidos que disputó destacaron los de la anteriormente señalada Copa del Caribe de 1989, y los de la Copa Mundial de Fútbol de 2006. En esta última, donde a pesar de ser eliminado en primera fase y sin convertir goles en los 3 encuentros que disputó, fue la primera y única vez que su país accedió a competir en el máximo evento del fútbol, destacando de esta forma lo realizado por él y su selección durante las clasificatorias previas. Cabe recordar que en dicho evento fue capitán de su equipo.

## Carrera como entrenador
Yorke completó su insignia de entrenador de nivel B y en 2010 se dijo que estaba interesado en seguir una carrera como entrenador, idealmente en el Aston Villa.El 25 de mayo de 2022, dirigió al A-Leagues All Stars en su derrota por 3-2 contra el Barcelona.
El 1 de julio de 2022, se convirtió en el entrenador del Macarthur FC, reemplazando a Ante Milicic para convertirse en el segundo entrenador del club.Tres meses después, obtuvo su primer trofeo como técnico al ganar la Copa Australia 2022.Sin embargo, dejó su cargo en enero de 2023, después de una derrota por 1-0 ante el Adelaide United.
El 1 de noviembre de 2024, fue anunciado como entrenador de la selección de Trinidad y Tobago.

## Clubes

### Como jugador
| Club              | País       | Año       |
| ----------------- | ---------- | --------- |
| Aston Villa       | Inglaterra | 1989-1998 |
| Manchester United | Inglaterra | 1998-2002 |
| Blackburn Rovers  | Inglaterra | 2002-2004 |
| Birmingham City   | Inglaterra | 2004-2005 |
| Sydney FC         | Australia  | 2005-2006 |
| Sunderland        | Inglaterra | 2006-2009 |

### Como entrenador
| Club                           | País              | Año           |
| ------------------------------ | ----------------- | ------------- |
| Macarthur FC                   | Australia         | 2022-2023     |
| Selección de Trinidad y Tobago | Trinidad y Tobago | 2024-presente |

## Palmarés

### Como jugador

#### Campeonatos nacionales
| Título                       | Club              | País       | Año     |
| ---------------------------- | ----------------- | ---------- | ------- |
| Copa de la Liga              | Aston Villa       | Inglaterra | 1993-94 |
| Copa de la Liga              | Aston Villa       | Inglaterra | 1995-96 |
| FA Cup                       | Manchester United | Inglaterra | 1998-99 |
| Premier League               | Manchester United | Inglaterra | 1998-99 |
| Premier League               | Manchester United | Inglaterra | 1999-00 |
| Premier League               | Manchester United | Inglaterra | 2000-01 |
| A-League                     | Sydney FC         | Australia  | 2005-06 |
| Football League Championship | Sunderland        | Inglaterra | 2006-07 |

#### Campeonatos internacionales
| Título                | Club                           | País      | Año     |
| --------------------- | ------------------------------ | --------- | ------- |
| Copa del Caribe       | Selección de Trinidad y Tobago | Barbados  | 1989    |
| Liga de Campeones     | Manchester United              | Barcelona | 1998-99 |
| Copa Intercontinental | Manchester United              | Tokio     | 1999    |

#### Distinciones individuales
| Distinción                                                      | Año  |
| --------------------------------------------------------------- | ---- |
| Jugador del mes de la Premier League (febrero)                  | 1996 |
| Jugador del mes de la Premier League (enero)                    | 1999 |
| Bota de Oro de la Premier League                                | 1999 |
| Equipo ideal del año de la PFA                                  | 1999 |
| Jugador del Año de la Premier League                            | 1999 |
| Jugador del mes de la Premier League (marzo)                    | 2000 |
| Medalla Joe Marston al mejor jugador de la final de la A-League | 2006 |

### Como entrenador

#### Campeonatos nacionales
| Título  | Club         | País      | Año  |
| ------- | ------------ | --------- | ---- |
| FFA Cup | Macarthur FC | Australia | 2022 |